# Athénaïs Clément
Athénaïs Clément (Romont, 9 augustus 1869 - Fribourg, 6 februari 1935) was een Zwitserse onderwijzeres, feministe en vluchtelingenhelpster.

## Biografie
Athénaïs Clément was een dochter van Gustave Clément en een zus van Georges Clément. Als lerares richtte ze in de stad Fribourg crèches, verpleegstersscholen en huishoudscholen op en zette ze zich in voor de bouw van sociale woningen. In 1896 was ze een van de initiatiefneemsters bij de oprichting van de Société catholique internationale de protection de la jeune fille, waarvan ze vanaf 1912 vicevoorzitster was. Tevens was ze medeoprichtster en bestuurster van de Schweizerischer Katholischer Frauenbund en de Ligue internationale pour l'enseignement ménager, die in 1908 in Fribourg hun eerste congres organiseerde. In 1913 opende ze in dezelfde stad een overkoepelende liefdadigheidsinstelling om de hulpverlening te coördineren. Tijdens de Eerste Wereldoorlog organiseerde ze met Amerikaanse financiële steun opvang van Belgische vluchtelingenkinderen in Zwitserland. In 1930 werd ze ereburger van Fribourg.

## Trivia

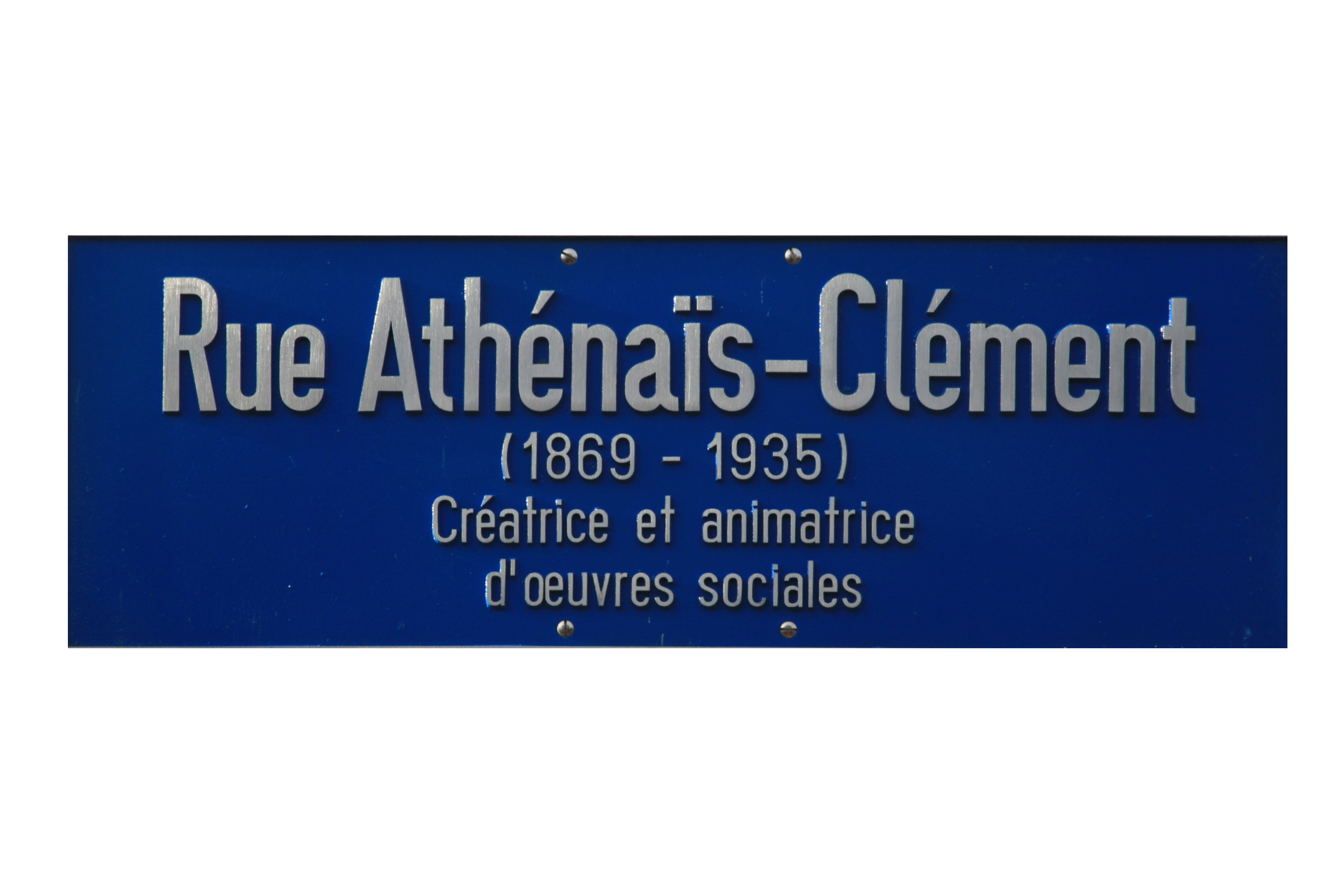
Straatnaambord van de Rue Athénaïs-Clément in Fribourg.

- In de stad Fribourg werd een straat naar haar vernoemd, de Rue Athénaïs-Clément.

## Onderscheidingen
- België: Leopoldsorde, gekregen van koningin Elisabeth
- Frankrijk: Franse Erkentelijkheidsmedaille
- Vaticaanstad: Bene Merenti, gekregen van paus Pius X
- ereburger van Fribourg (1930)